# Kesuj
Kesuj, Kesa ili Kesin(mađ. Keszü) je selo u južnoj Mađarskoj.
Zauzima površinu od 7,31 km četvorni.

## Zemljopisni položaj
Nalazi se na 46° 1' sjeverne zemljopisne širine i 18° 11' istočne zemljopisne dužine. Đoda je 500 m jugozapadno, Kukinj je 500 m jugoistočno, Pelir (Pelerda) je 2 km sjeverozapadno, a Málom je 500 m sjeveroistočno. Pečuh je 2 km sjeveroistočno.

## Upravna organizacija
Upravno pripada Pečuškoj mikroregiji u Baranjskoj županiji. Poštanski broj je 7668.

## Stanovništvo
Kesuj (Kesin) ima 1024 stanovnika (2001.).

## Vanjske poveznice
- (mađ.) Hivatalos oldal
- Kesuj na fallingrain.com